# Haast
Haast è una cittadina neozelandese di 90 abitanti situata nella regione della West Coast sull'Isola del Sud della Nuova Zelanda.

## Storia
La cittadina si è sviluppata a partire da un campo del ministero delle opere pubbliche neozelandese realizzato per lavori di costruzione stradale, in seguito espansosi in un insediamento permanente con l'apertura del passo di Haast nel 1962.